# Escut de Llucena
L'escut de Llucena és el símbol representatiu, sense oficialitzar, que utilitza l'Ajuntament de Llucena, a la comarca de l'Alcalatén, al País Valencià.

## Blasonament
Té el següent blasonament:
| « | Escut quadrilong de punta redona. Truncat desigual. Al primer quarter, en camper de gules, una estrela de vuit puntes d'or. Al segon, bandat de sis peces, tres d'atzur i tres d'argent. Al timbre, corona reial oberta. | » |

## Història
A l'Arxiu municipal de Llucena es conserven diferents segells municipals amb els que es pot estudiar l'evolució de l'escut de Llucena. L'origen de molts emblemes municipals el podem trobar en l'estudi de la sigil·lografia, per la necessitat dels Ajuntaments de dotar-se d'un instrument, els segells, per a la validació o subscripció dels documents.

### Primitiu segell
L'empremta més antiga d'un segell municipal que trobem a l'Arxiu municipal és de l'11 de desembre de 1816. Es tracta d'un segell rodó en tinta amb contorn en forma de casulla o espanyol carlista. En el seu interior hi apareixen les tres bandes de les armes dels Ximénez d'Urrea, comtes d'Aranda i antics senyors de la vila. També hi figura una estrela de vuit puntes a l'extrem inferior, com a armes parlants de la població (per llum=lluce=Llucena). Als costats del contorn hi apareixen les inicials «LL» a una banda i «CE» a l'altra, al·lusives també al nom del municipi. En l'Arxiu Històric Nacional (AHN) hi ha també una empremta d'aquest mateix segell datada el 1876 amb una nota on s'afirma que aquest segell va estar en ús fins a l'any 1849.

Emprenta de 1816, Arxiu municipal.
Segell antic, AHN 1876. En ús fins 1849.

### Escut truncat amb una estrela y tres bandes
En aquesta nota de l'AHN hi apareixen dos segells més, de l'Alcaldia i l'Ajuntament, que reemplaçaren l'anterior a partir de 1849. En la nota es confon les bandes dels Ximénez d'Urrea amb el Senyal Reial, i s'afirma textualment:
| «                                                                                       | (castellà) (..) El informe de personas ancianas, dice, refiriendose á sus mayores, que la estrella que ocupa la parte superior del escudo, es un significativo de luz. Lucerna, parece fué el primitivo nombre de esta villa, degenerando luego en Lucena. Las barras del segundo cuerpo del escudo, son tomadas de las armas generales de España. Por sus hechos de armas, durante la penultima guerra civil, se otorgó á Lucena el titulo de Heroyca, y los ramos de palma y laurel, testimonian su valor y sufrimiento por la causa de la Libertad. Gasta este escudo la corona condal por que el antiguo señorio de Alcaten, dentro de cuyo territorio estaba Lucena, pertenecia al Conde de Aranda. | (català) L'informe de persones ancianes, diu, referint-se als seus majors, que l'estrela que ocupa la part superior de l'escut, és un significatiu de llum. Llucerna, sembla va ser el primitiu nom d'aquesta vila, degenerant després a Llucena. Les barres del segon cos de l'escut, són preses de les armes generals d'Espanya. Pels seus fets d'armes, durant la penúltima guerra civil, es va atorgar a Llucena el títol d'heroica, i els rams de palma i llorer, testimonien el seu valor i sofriment per la causa de la Llibertat. Porta aquest escut la corona comtal per que l'antic senyoriu de l'Alcatén, dins el territori del qual estava Llucena, pertanyia al Comte d'Aranda. | » |
| — Lucena, 26 de Setiembre de 1876. El Alcalde, Manuel Aparisi (Arxiu Històric Nacional) | | |   |

A l'Arxiu municipal també trobem aquests mateixos segells. Es tracta d'un escut truncat, és a dir, una línia horitzontal divideix l'escut en dues parts. Al primer quarter trobem l'estrela de vuit puntes i al segon les tres bandes d'atzur sobre argent dels Ximénez d'Urrea, conjugant-se les armes parlants de Llucena amb les dels antics senyors. El primer quarter apareix adornat pel que semblen fulles d'acant. La corona però, no és comtal sinó ducal.

Segell de l'Alcaldia, AHN 1876. En ús a partir de 1849.
Segell de l'Ajuntament, AHN 1876. En ús a partir de 1849.

### Estrela de cinc puntes, flors de lis i Senyal Reial
La incorrecta interpretació de les armes dels Ximénez d'Urrea acabà transformant l'escut i canvià el bandat de 6 peces per altre de 9 peces amb els colors del Senyal Reial d'Aragó. Així mateix, les floritures ornamentals que acompanyaven l'estrela es transformaren en flors de lis i l'estrela de vuit puntes en una de cinc.

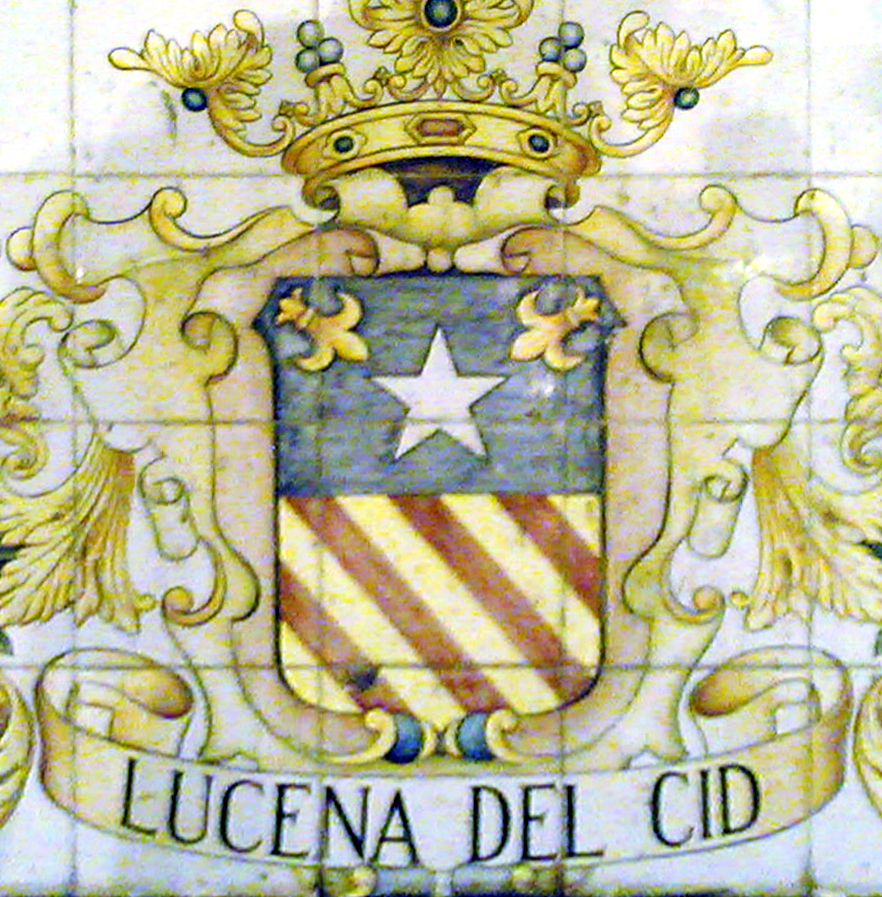
Escut a la Plaça de Maria Agustina, Castelló de la Plana.
Reelaboració del mateix escut.
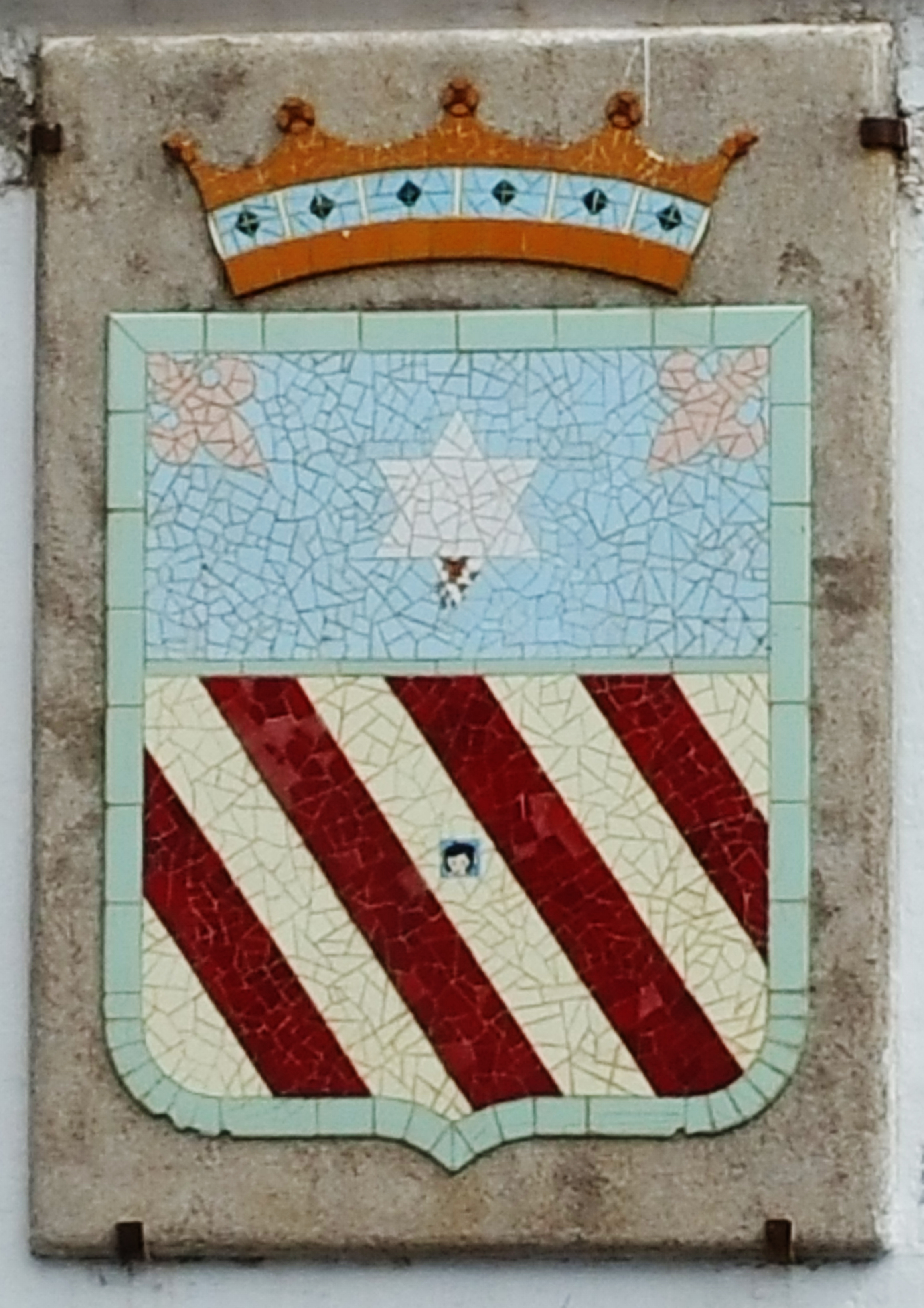
Mosaic a la Plaça d'Espanya.

En «Historia, Geografía y Estadística de la Provincia de Castellón» de Bernardo Mundina, de 1873, hi apareix la següent descripció, coherent amb aquestes versions:
| « | (castellà) Su escudo se halla dividido en sentido horizontal, por su parte media en la parte superior tiene una estrella en el centro y en los vértices superiores dos flores de Lis con dirección al centro; en la parte inferior están las barras de Aragón en sentido oblícuo de arriba abajo y de izquierda á derecha, y al rededor del escudo tiene la inscripcion de Heróica villa de Lucena. | (català) El seu escut es troba dividit en sentit horitzontal, per la seua part mitjana a la part superior té una estrela al centre i en els vèrtexs superiors dues flors de lis en direcció cap al centre; a la part inferior estan les barres d'Aragó en sentit oblic de dalt a baix i d'esquerra a dreta, i al voltant de l'escut té la inscripció d'Heroica vila de Llucena. | » |

### L'escut actual
En 1931 trobem l'empremta d'un segell nou on desapareixen les flors de Lis i no hi ha cap corona. Però en canvi, trobem el mateix escut, amb corona ducal, a les monedes paper que s'emeteren pel «Consejo Municipal de Lucena del Cid» durant la Guerra Civil.
Encara a l'any 2000, trobem que es continua utilitzant el mateix escut als segells, amb xicotetes variacions: S'incorpora una corona comtal amb 18 puntes rematades per una perla (es veuen 9). L'estrela és ara de 6 puntes. Però es manté l'error de les quatre bandes.
A l'escut actual, encara sense oficialitzar, s'ha restituït l'estrela de vuit puntes i les armories dels Ximénez d'Urrea.

Segell municipal de 1931.
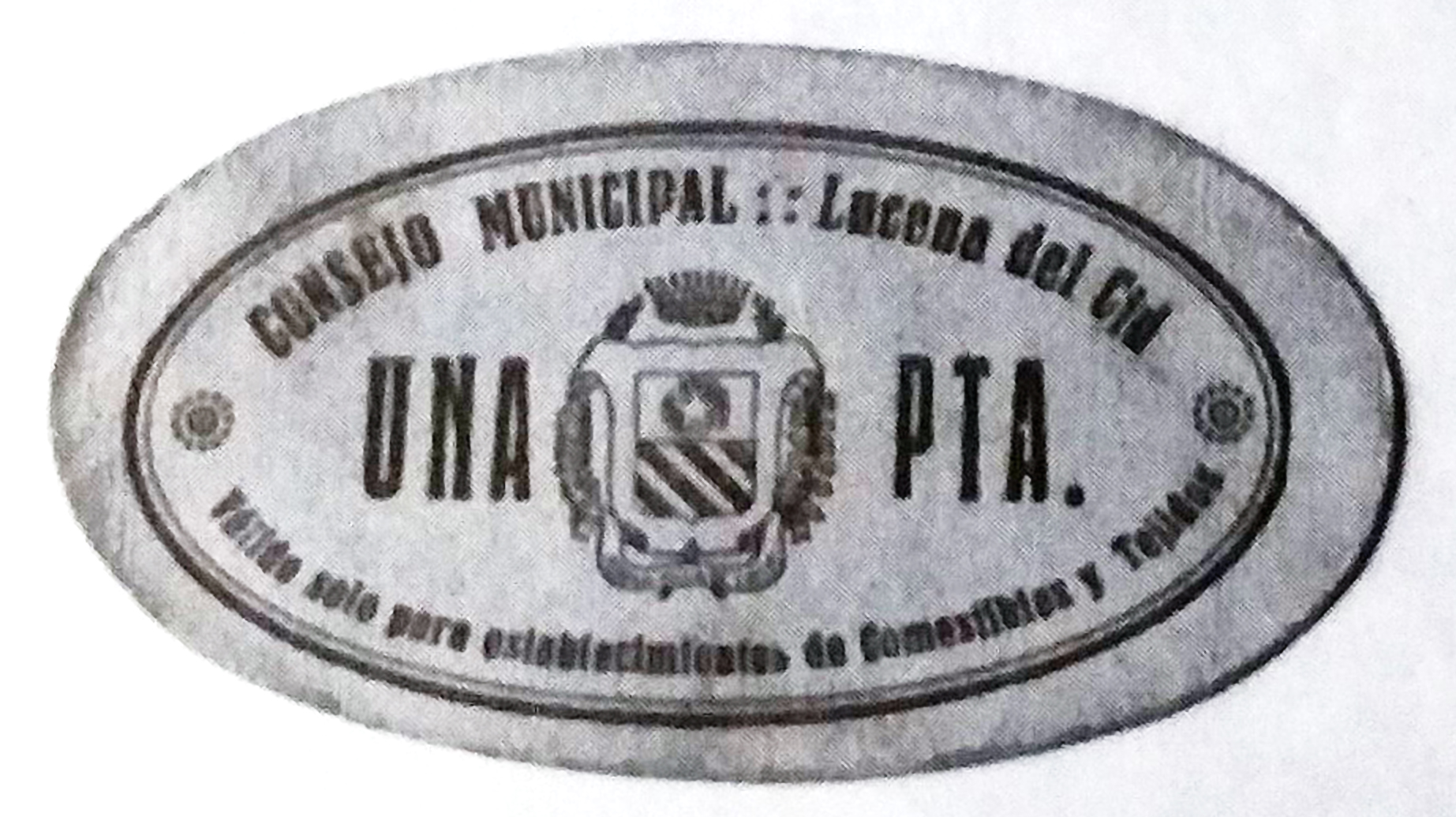
Moneda en paper d'1 pesseta, 1936-1939.
Segell municipal de 2000.
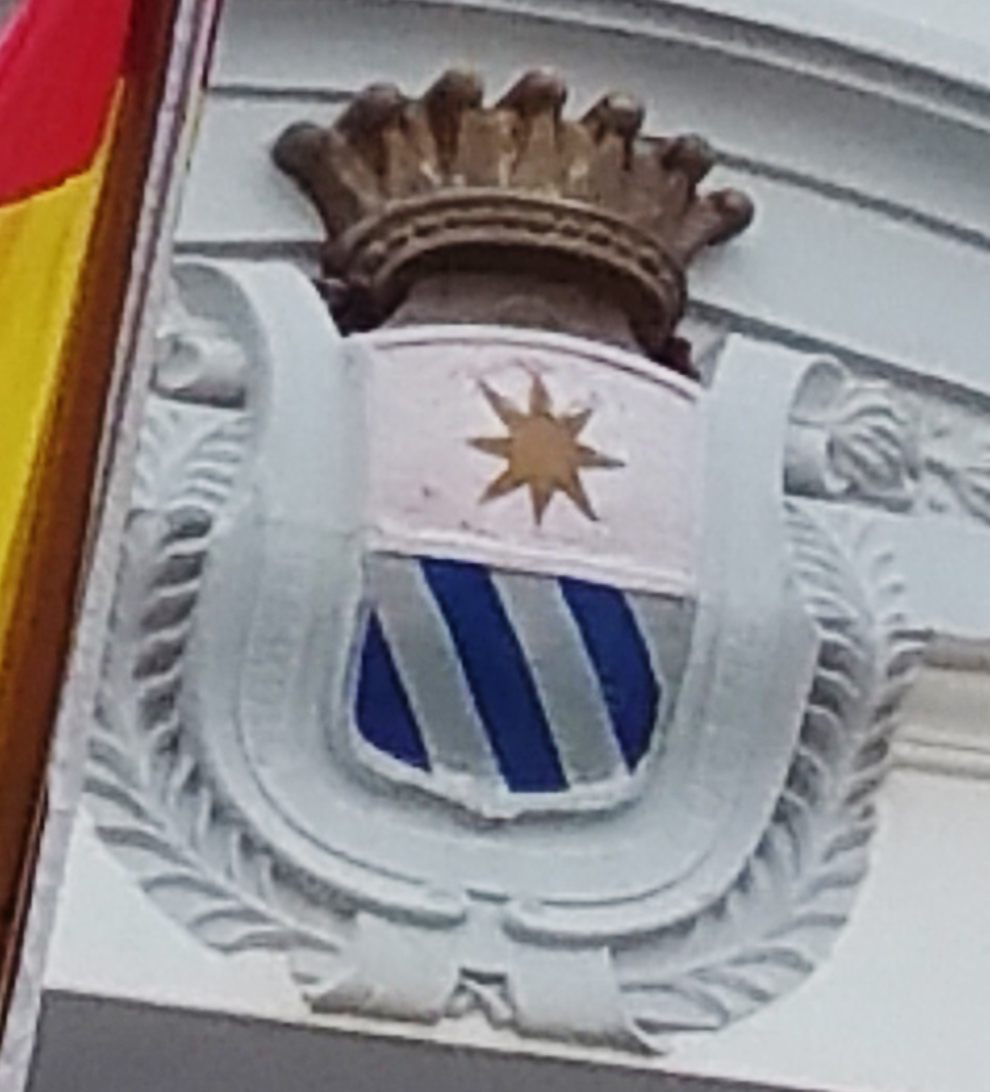
Escut a l'Ajuntament.
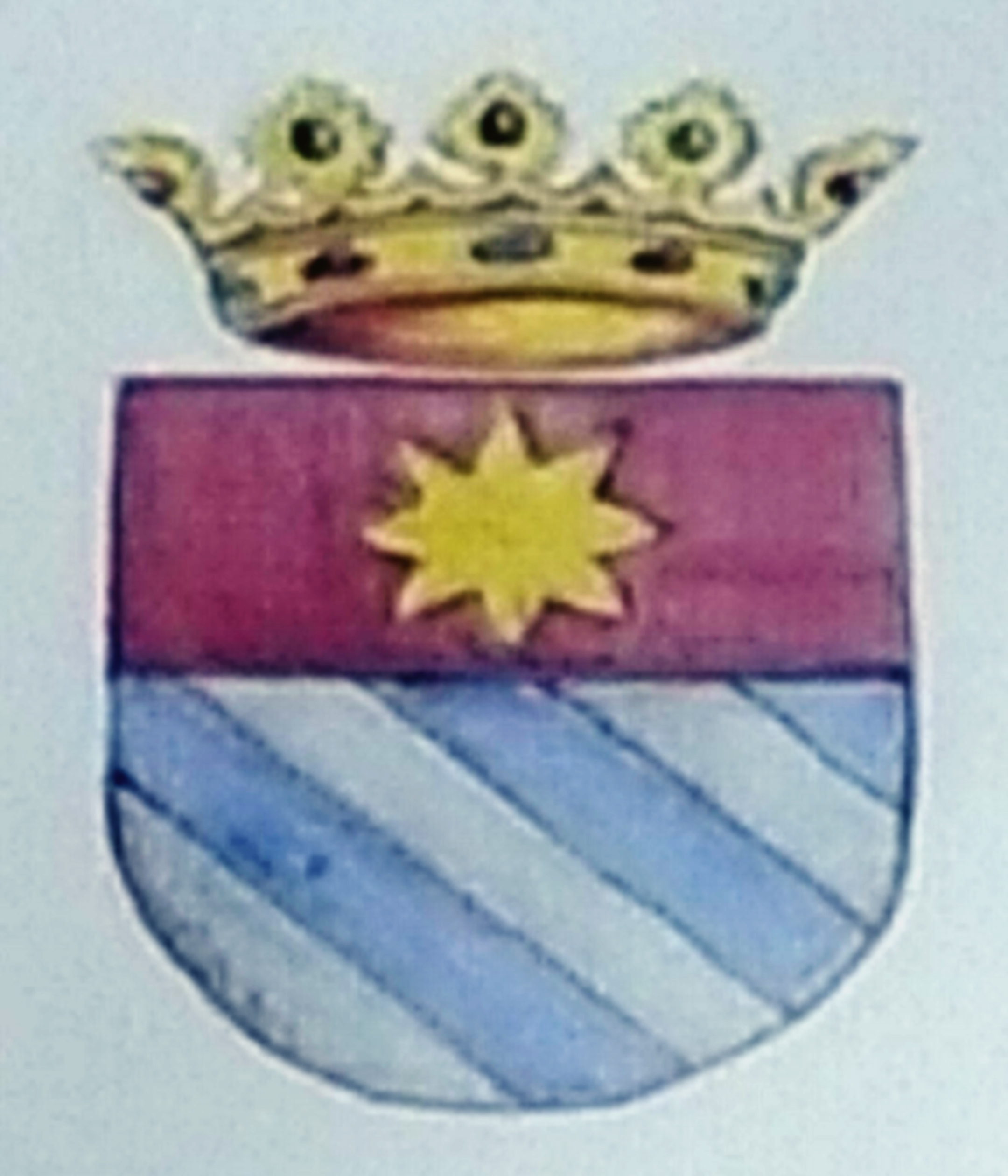
Escut a una placa de carrer, 2018.